# 1944.
◄ | 19. stoljeće | 20. stoljeće | 21. stoljeće | ►
◄ | 1910-ih | 1920-ih | 1930-ih | 1940-ih | 1950-ih | 1960-ih | 1970-ih | ►
◄◄ | ◄ | 1941. | 1942. | 1943. | 1944. | 1945. | 1946. | 1947. | ► | ►►
Arhitektura • Astronautika • Astronomija • Biologija • Film • Fotografija • Glazba • Kazalište • Kemija • Kiparstvo • Knjige • Književnost • Kršćanstvo • Meteorologija • Medicina • Planinarstvo • Politika • Pravo • Promet • Slikarstvo • Strip • Šport • Televizija • Znanost • Zrakoplovstvo • Željeznički promet

## Događaji
- 2. siječnja – Zaključena Bujanska konferencija Rezolucijom kojom se Kosovu priznaje pravo na samoopredeljenje do otcjepljenja i Albancima ostvarivanje njihove vjekovne želje za ujedinjenje s Albanijom.
- 3. siječnja – Saveznici bombardirali Split.
- ožujka – travnja. U pet plovidaba hrvatski mornari iz Hrvatske flote lovaca podmornica iz Mornarice NDH su samoinicijativno na dvama njemačkim lovcima podmornica proveli i otpratili tri jedrenjaka sa židovskim izbjeglicama u sigurnost neutralne Turske, spasivši te Židove od holokausta.
- 21. travnja – Prvi partizanski desant na južnom Jadranu. Iskrcavanje partizana na Mljet.
- 30. travnja – Petnaest uglednih sarajevskih Muslimana predalo memorandum lokalnim vlastima i državnom vrhu NDH.
- 15. veljače – Počela višemjesečna bitka za Monte Cassino u kojoj je poginulo 20.000 vojnika.
- 3. lipnja – Saveznici bombardirali Split: 227 ubijena civila te nekoliko vojnika.
- 5. lipnja – Saveznici zauzimaju Rim.
- 6. lipnja – Dan D – savezničko iskrcavanje na Normandiji, kodnog imena "Operation Overlord".
- 13. lipnja – Hitlerova Njemačka ispalila prve rakete V1 na južnu Englesku. Do konca rata ispalila je više od 1000 raketa. 660 ih je palo na London.
- 3. srpnja – Crvena armija ušla je u Minsk, što Bjelorusija slavi kao Dan neovisnosti
- 22. srpnja – Nekolicina njemačkih časnika izvela neuspješan atentat na Hitlera bombom, urotu je predvodio von Stauffenberg
- 10. kolovoza – Povlačenje njemačkih trupa s otoka Mljeta.
- 11. kolovoza – Oslobođenje otoka Mljeta u Drugom svjetskom ratu.
- 20. rujna – Crvena armija ušla je u Tallinn, Estonija.
- 4. listopada – Britanske trupe iskrcale su se na Peloponezu i oslobodile lučki grad Patras.
- 14. rujna – Feldmaršal Njemačke vojske Erwin Rommel poznat i kao Pustinjska lisica počinio samoubojstvo.
- 2. listopada – Nacisti ugušili Varšavski ustanak.
- 25. listopada – Postrojbe 20. dalmatinske divizije zauzele su Sinj.[1]
- 4. prosinca – Nakon jednomjesečnih borbi, postrojbe partizanskog 8. dalmatinskog korpusa oslobodile Knin, čime je završena Kninska operacija i oslobođena južna Hrvatska.

## Rođenja

### Siječanj – ožujak
- 1. siječnja – Đuro Brodarac, hrvatski general i političar († 2011.)
- 12. siječnja – Vlastimil Hort, češki šahovski velemajstor († 2025.)
- 15. siječnja – Vesna Girardi-Jurkić, hrvatska arheologinja, profesorica, prva hrvatska ministrica kulture († 2012.)
- 16. siječnja – Zdenka Kovačiček, hrvatska pjevačica
- 19. siječnja –  Josip Mrzljak, hrvatski biskup
- 2. veljače – Ratko Perić, mostarsko-duvanjski biskup
- 8. veljače – Roger Lloyd-Pack, britanski glumac († 2014.)
- 9. veljače – Alice Walker, američka književnica
- 19. veljače – Silvija Luks, hrvatska televizijska novinarka i urednica († 2023.)
- 24. veljače – Ivica Račan, hrvatski političar i državnik, predsjednik Socijal demokratske partije Hrvatske († 2007.)
- 1. ožujka – Tonči Trstenjak, hrvatski katolički svećenik
- 15. ožujka – Ulrich Beck, njemački sociolog († 2015.)
- 24. ožujka – Vojislav Koštunica, srpski političar
- 27. ožujka – Enrique Barón Crespo, španjolski političar
- 28. ožujka – Krunoslav Slabinac, hrvatski pjevač i skladatelj († 2020.)

### Travanj – lipanj
- 7. travnja – Gerhard Schröder, njemački političar i državnik
- 8. travnja – Miroslav Lilić, hrvatski novinar († 2023.)
- 12. travnja – Željko Malnar, hrvatski pustolov, svjetski putnik, putopisac († 2013.)
- 30. travnja – Jill Clayburgh, američka glumica († 2010.)
- 20. svibnja – Joe Cocker, britanski pop pjevač († 2014.)
- 14. svibnja – George Lucas, američki filmski redatelj
- 25. svibnja – Frank Oz, američki glumac, redatelj i lutkar
- 3. lipnja – Ante Sirković, hrvatski nogometni vratar († 2019.)
- 21. lipnja – Krunoslav Šarić, hrvatski glumac († 2023.)

### Srpanj – rujan
- 21. srpnja – Tony Scott, britanski filmski redatelj i producent († 2012.)
- 8. kolovoza – John Holmes, američki pornografski glumac († 1988.)
- 13. rujna – Jacqueline Bisset, britanska glumica
- 25. rujna – Michael Douglas, američki glumac i producent
- 30. rujna – Jasna Malec Utrobičić, hrvatska glumica

### Listopad – prosinac
- 18. listopada – Goran Babić, hrvatski književnik i polemičar
- 1. studenoga – Nikola Dragaš, hrvatski kuglač
- 17. studenoga – Danny DeVito, američki glumac
- 21. studenoga – Harold Ramis, američki glumac, scenarist i redatelj († 2014.)
- 25. prosinca – Jairzinho, brazilski nogometaš i trener

## Smrti

### Siječanj – ožujak
- 3. siječnja – Kornelija Horvat, hrvatska katolička redovnica (* 1886.)
- 3. siječnja – Elena Spirgevičiūtė, litavska mučenica (* 1924.)
- 18. siječnja – Marija Freudenreich, hrvatska operna pjevačica (* 1863.)
- 23. siječnja – Edvard Munch, norveški slikar (* 1863.)

### Travanj – lipanj
- 14. svibnja – Edel Quinn, irska katolička aktivistica (* 1907.)
- 8./9. lipnja – Ivan Šimrak, hrvatski svećenik (* 1916.)

### Srpanj – rujan
- 23. srpnja – Max Nettlau, njemački anarhist i povjesničar (* 1865.)
- 31. srpnja – Antoine de Saint-Exupéry, francuski književnik i avijatičar (* 1900.)
- 17. kolovoza – Robert Frazer, američki glumac (* 1891.)
- 23. kolovoza – Abdul Medžid II., turski sultan i kalif (* 1868.)
- 7. rujna – Marko Došen, hrvatski političar (* 1859.)
- 28. rujna – fra Bernardin Sokol, hrvatski glazbenik i mučenik (* 1888.)

### Listopad – prosinac
- 2. listopada – Vlaho Paljetak, hrvatski šansonijer i skladatelj (* 1893.)
- 17. listopada – August Landmesser, njemački junak (* 1910.)
- 23. listopada – Charles Glover Barkla, britanski fizičar (* 1877.)
- 25. listopada – Otac Marijan Blažić, hrvatski franjevac i katolički prezbiter (* 1897.)
- 5. studenog – Alexis Carrel, francuski liječnik, nobelovac (* 1873.)
- 22. studenog – Anna Kolesárová, slovačka blaženica (* 1928.)
- 14. prosinca – Lupe Vélez, meksička kazališna i filmska glumica (* 1908.)
- 20. prosinca – Abaz II. Hilmi, treći egipatski kediv (* 1874.)
- 27. prosinca – Sára Salkaházi, katolička blaženica i Pravednica među narodima (* 1899.)
- 30. prosinca – Romain Rolland, francuski književnik (* 1866.)

## Nobelova nagrada za 1944. godinu
- Fizika: Isidor Isaac Rabi
- Kemija: Otto Hahn
- Fiziologija i medicina: Joseph Erlanger i Herbert Spencer Gasser
- Književnost: Johannes V. Jensen
- Mir: Međunarodni odbor Crvenog križa

## Vanjske poveznice
|  | Zajednički poslužitelj ima još gradiva o temi 1944. |